# Chaetopleura shyana
Chaetopleura shyana är en blötdjursart som beskrevs av Ferreira 1983. Chaetopleura shyana ingår i släktet Chaetopleura och familjen Ischnochitonidae.
Artens utbredningsområde är Californiaviken. Inga underarter finns listade i Catalogue of Life.